# Frances Hardinge
Œuvres principales
- Le Voyage de Mosca
- Le Chant du coucou
- L'Île aux mensonges

Frances Hardinge, née le 6 février 1973 à Brighton en Angleterre, est une écrivaine britannique qui écrit notamment de la littérature jeunesse. Son premier roman, Le Voyage de Mosca, a remporté en 2006 le prix Branford Boase et a été répertorié dans la sélection des meilleurs livres du School Library Journal, tandis que son roman L'Île aux mensonges a remporté en 2015 le Costa Book Award, le premier livre pour enfants à recevoir cette distinction depuis Le Miroir d'ambre de Philip Pullman en 2001. Elle a également été nommée et lauréate de plusieurs autres prix pour ses romans ainsi que certaines de ses nouvelles.

## Biographie
Frances Hardinge est née à Brighton, en Angleterre en 1973. Elle a étudié l'anglais au Somerville College de l'Université d'Oxford et a été membre fondateur d'un atelier d'écriture au sein de l'établissement. Elle vit à présent dans l'ouest londonien.
Sa carrière d'écrivaine a commencé après qu'elle a remporté un concours de nouvelles dans un magazine. Peu de temps après sa victoire, elle écrit Le Voyage de Mosca pendant son temps libre et le présente à la maison d'édition Macmillan sous la pression d’un ami.
Les six premiers romans de Hardinge ont tous été publiés au Royaume-Uni par Macmillan Children's Books.
En France, certains de ses romans sont publiés et traduits par Gallimard Jeunesse ainsi que L'Atalante.

## Œuvres

### SérieFly by Night
1. Le Voyage de Mosca, Gallimard Jeunesse, 2006 ((en) Fly by Night, 2005), trad. Philippe Giraudon, 425 p.  (ISBN 2-07-057485-7)
2. (en) Twilight Robbery, 2011

### Romans indépendants
- (en) Verdigris Deep, 2007
- (en) Gullstruck Island, 2009
- (en) A Face Like Glass, 2012
- Le Chant du coucou, L'Atalante, coll. « La Dentelle du cygne », 2018 ((en) Cuckoo Song, 2014), trad. Patrick Couton, 425 p.  (ISBN 978-2-84172-857-2)
- L'Île aux mensonges, Gallimard Jeunesse, 2017 ((en) The Lie Tree, 2015), trad. Philippe Giraudon, 391 p.  (ISBN 978-2-07-507677-7)
- La Voix des ombres, Gallimard Jeunesse, 2019 ((en) A Skinful of Shadows, 2017), trad. Philippe Giraudon, 512 p.  (ISBN 978-2-07-508058-3)
- La Lumière des profondeurs, Gallimard Jeunesse, 2022 ((en) Deeplight, 2020), trad. Philippe Giraudon, 512 p.  (ISBN 978-2-07-515529-8)
- Tisseurs de sorts, Gallimard Jeunesse, 2024 ((en) Unraveller, 2022), trad. Philippe Giraudon, 560 p.  (ISBN 978-2-07-519560-7)
- (en) Island of Whispers, 2023

## Récompenses et distinctions
- 2006 : prix Branford Boase, lauréate avec Le Voyage de Mosca[6]
- 2011 : Guardian Award, sélectionnée pour Twilight Robbery
- 2012 : Kitschies, sélectionnée pour A Face Like Glass
- 2015 : médaille Carnegie, sélectionnée pour Le Chant du coucou
- 2015 : Costa Book Award, lauréate avec L'Île aux mensonges[7],[8]
- 2015 : prix British Fantasy, lauréate pour le meilleur roman de fantasy pour Le Chant du coucou[9]
- 2016 : médaille Carnegie, sélectionnée pour L'Île aux mensonges
- 2016 : Boston Globe-Horn Book Award, lauréate avec L'Île aux mensonges[10]
- 2024 : prix Mythopoeic du meilleur roman de fantasy pour jeunes adultes pour Tisseurs de sorts
- 2025 : prix Mythopoeic du meilleur roman de fantasy pour enfants pour Island of Whispers